# Совхоз «Чаусово»
Совхоз «Чаусово» — село в Жуковском районе Калужской области Российской Федерации. Административный центр сельского поселения «Село Совхоз Чаусово».  

## География
Село находится в северо-восточной части Калужской области, в зоне хвойно-широколиственных лесов,  в 28,5 км от Жукова, в 9 км автодороги Обнинск — Жуков — Высокиничи — Кремёнки — Серпухов.
В 612 метрах к северу от въезда в село расположена деревня Чаусово, которая официально признана отдельным населенным пунктом.

### Климат
Климат характеризуется как умеренно континентальный, с умеренно влажным летом и продолжительной зимой. Среднегодовая многолетняя температура воздуха составляет 4 °С. Средняя температура воздуха самого тёплого месяца (июля) — 17,8 °C (абсолютный максимум — 38 °C); самого холодного (января) — −9,9 °C (абсолютный минимум — −48 °C). Продолжительность периода отрицательных температур 149 дней. Среднегодовое количество атмосферных осадков составляет 749 мм, из которых 466 мм выпадает в тёплый период. Снежный покров держится в течение 136 дней.

## Население
| 2002 | 2010 |
| ---- | ---- |
| 2    | ↘0   |

## История
Село основано 30 июня 1892 года.
С 6 октября 2003 года входит в состав сельского поселения «Село Совхоз Чаусово».

## Инфраструктура
Личное подсобное хозяйство с зоной сельскохозяйственного использования, индивидуальная застройка усадебного типа.
Основа экономики — сельское хозяйство.
В советское время совхоз Чаусово был одним из самых развитых в регионе. После развала СССР и последующего экономического кризиса, совхоз развалился. В XXI веке основными землепользователями в районе совхоза Чаусово являются сельскохозяйственные предприятия.

## Транспорт
Село обеспечено автобусным сообщением с Обнинском, Высокиничами и Жуковом.